# Долгий Мост (Нижегородская область)
До́лгий Мост — деревня в Ветлужском районе Нижегородской области. Входит в состав Туранского сельсовета.

## География
Деревня находится в северо-восточной части Нижегородской области, на расстоянии приблизительно 33 км (по прямой) на северо-западу от города Ветлуга, административного центра района.

### Часовой пояс
Деревня Долгий Мост, как и вся Нижегородская область, находится в часовой зоне МСК (московское время). Смещение применяемого времени относительно UTC составляет +3:00.

## Население
| 1999 | 2002 | 2010 |
| ---- | ---- | ---- |
| 23   | ↗24  | ↘11  |

### Национальный состав
Согласно результатам переписи 2002 года, в национальной структуре населения русские составляли 96 % из 24 чел.